# Dracula (muzikál)
Muzikál Dracula z autorské dílny Karla Svobody, Zdeňka Borovce a Richarda Hese měl premiéru 13. října 1995 v pražském Kongresovém centru (dříve Palác kultury) a téměř okamžitě byl nazván českým muzikálem století. Muzikál vznikl na námět Stokerova románu Drákula, jehož se však drží jen velmi volně.
Muzikál se hrál velmi úspěšně mezi léty 1995 a 1998 a poté znovu od roku 2003, tentokrát však již ne tolik slavně, neboť nadělal spoustu dluhů. Od 5. února 2009 do 28. května 2011 byl muzikál uváděn ve zcela novém nastudování v pražském divadle Hybernia. Režisérem původního i nového nastudování byl Jozef Bednárik. Momentálně se muzikál uvádí v Hudebním divadle Karlín. Premiéra proběhla 5. března 2015 ku příležitosti 20. výročí od premiéry původního nastudování. Režisérem tohoto nastudování je Filip Renč. Muzikál je poprvé doprovázen výhradně živým orchestrem. 25. června 2024 proběhlo v Lochotínském amfiteátru plzeňské nastudování muzikálu, které zhlédlo přes 7 000 diváků. 7. září 2024 proběhla premiéra na Nové scéně Divadla Josefa Kajetána Tyla v Plzni. V roce 2025 k 30. výročí muzikálu proběhlo turné po 7 českých a slovenských městech.
Muzikál lze také slyšet na několika nahrávkách. V roce 1995 vyšlo první výběrové CD, na kterém zpíval Draculu Daniel Landa, který z muzikálu krátce po premiéře odstoupil. V roce 1997 vyšla kompletní nahrávka muzikálu na 2CD. Kromě těchto nahrávek vyšlo například ještě karaoke album nebo remixový singl. V roce 2003 vyšlo výběrové CD s Danielem Hůlkou (Dracula), Ivetou Bartošovou (Adriana/Sandra) a Leonou Machálkovou (Lorraine) v hlavních rolích. Z nejnovějšího uvedení v roce 2009 v Divadle Hybernia vyšlo jak nové výběrové CD, tak 2DVD s kompletním záznamem muzikálu.
Dracula se prosadil také na zahraničních scénách, vidět ho mohli například diváci v Německu, Koreji nebo Belgii. Z belgického uvedení (rok 2005) vyšla také CD a DVD nahrávka, ze které je patrné, že byl muzikál pro tamější uvedení značně přepracován.
Děj se odehrává v patnáctém století, v devatenáctém století a v neurčité blízké budoucnosti.

## Postavy a obsazení
- Dracula – velmi krutý vládce Transylvánie, který drancuje kláštery a bez ostychu vraždí duchovní i jiné „darmožrouty“; je odsouzen k nekonečnému životu, a nakonec se po mnoha prázdných staletích kaje. Této role se bravurně zhostil Daniel Hůlka. Uvažovalo se však i o Karlu Gottovi.
- Lorraine – anglická šlechtična a Draculova příbuzná, žijící v období romantismu, která po smrti rodičů hledá útočiště na Draculově hradě, kde se do sebe zamilují. Jak však léta plynou, z Lorraine se stává osamělá alkoholička.
- Adriana – Draculova žena a transylvánská kněžna, kterou Dracula i přes svou krutou povahu oddaně miluje, a která s ním čeká dítě. Bohužel při porodu ona i dítě umírají.
- Sandra – dívka žijící v blízké budoucnosti. Vypadá přesně jako před několika staletími Adriana, až na tu drobnost, že je členkou motorkářského gangu.
- Nick – vůdce motorkářského gangu z předměstí Londýna a Sandřin kluk.
- Šašek – inteligentní a vtipný šašek je jakýmsi vesnickým filozofem a tajným ctitelem Adriany.
- Sluha – mazaný sluha na Draculově hradu.
- Profesor – Draculův osobní lékař.
- Nymfy – tři ženy, jež prošly Draculovým životem coby jeho milenky, a nyní jsou z nich komické bytosti mezi nebem a zemí se sklonem ke klevetivosti a intrikám.
- Stockeři – motorkářský gang z předměstí Londýna.
- Steven – Lorrainin bratr, mladý abbé.
- Kněz – Opat kláštera, jež Dracula vyrabuje.
- Mnich – potulný mnich, hledající v klášteře útočiště před Draculou.
- Jean-Pierre – krupiér v Draculově casinu.
- Krvinky – alegorické postavy, představují tekoucí krev.

### Obsazení 1995–1997
- Dracula: Daniel Hůlka, Daniel Landa (pár představení (7)), Tomáš Bartůněk, Petr Dopita, Jan Apolenář (nejspíše jako understudy)
- Lorraine: Lucie Bílá, Magda Malá
- Adriana/Sandra: Leona Machálková, Linda Finková, Katarína Hasprová
- Šašek/sluha/profesor: Jiří Korn, Jan Apolenář
- Steven: Zbyněk Fric, Pavel Vítek, Pavel Polák
- Kněz: Tomáš Trapl, Jan Apolenář, Bohuš Matuš
- Nick: Richard Genzer, Martin Pošta
- Nymfa krbová: Hana Křížková, Andrea Fabiánová, Radůza
- Nymfa hodinová: Radůza / Linda Finková / Renata Drössler
- Nymfa větrná: Monika Absolonová / Magda Malá / Sylva Schneiderová

- Krvinky: Kateřina Stryková, Marcela Karleszová, Kristýna Kloubková, Marek Raab, Ladislav Beran, Tomáš Bohm

### Obsazení 1997–1998
- Dracula: Daniel Hůlka, Petr Dopita, Tomáš Bartůněk, Andrej Bestchastny, František Ďuriač, Marcel Palonder
- Lorraine: Leona Machálková, Magda Malá, Monika Absolonová, Dagmar Rostandt, Lucia Šoralová
- Adriana/Sandra: Iveta Bartošová, Linda Finková, Leona Machálková, Katarína Hasprová, Helga Kovalovská
- Šašek/sluha/profesor: Jiří Korn, Tomáš Trapl, Richard Genzer, Janko Gallovič
- Steven: Pavel Vítek, Pavel Polák, Bohuš Matuš, Jaroslav Březina
- Kněz: Tomáš Trapl, Bohuš Matuš, Ivo Hrbáč
- Nick: Richard Genzer, Martin Pošta, Ivo Hrbáč, Henrich Šiška
- Nymfy: Hana Křížková, Andrea Fabiánová, Radůza / Linda Finková, Renata Drössler, Daniela Šinkorová / Magda Malá, Monika Absolonová, Jana Zenáhlíková / Helga Kovalovská, Marta Polakovičová, Miroslava Marčeková, Karin Olasová
- Krvinky: Kateřina Stryková, Marek Raab, Ladislav Beran, Adéla Šeďová, Jurij Kolva

### Obsazení 2003
- Dracula: Daniel Hůlka, Tomáš Bartůněk, Ernesto Čekan
- Lorraine: Leona Machálková, Jana Vaculíková, Vanda Konečná
- Adriana/Sandra: Iveta Bartošová, Kateřina Mátlová
- Šašek/sluha/profesor: Jiří Korn, Pavel Towen Veselý
- Steven: Bohuš Matuš, Marián Vojtko, David Uličník
- Kněz: Karel Černoch, Josef Zíma
- Nick: Roman Vojtek, Karol Cinno
- Nymfy: Hana Křížková, Andrea Fabiánová / Renata Drössler, Vanda Konečná / Zuza Ďurdinová, Jana Tyšerová

### Obsazeni 2009–2011
- Dracula: Daniel Hůlka, Josef Vojtek, Marián Vojtko
- Lorraine: Monika Absolonová, Leona Machálková, Radka Fišarová
- Adriana/Sandra: Kamila Nývltová, Šárka Vaňková, Zdenka Trvalcová
- Šašek/sluha/profesor: Jiří Langmajer, Tomáš Trapl, Aleš Háma
- Steven: Bohuš Matuš, Tomáš Savka, Josef Vágner
- Kněz: Jaromír Holub, Jiří Březík, Bedřich Levý
- Nick: Martin Pošta, Alan Bastien, Juraj Bernáth
- Nymfy: Hana Křížková, Michaela Nosková, Barbora Leierová / Olga Lounová, Renata Drössler / Sylva Schneiderová, Jana Burášová, Barbora Leierová (záskok)

Kamila Nývltová odehrála 2 představení jako Lorraine.

### Obsazení 2015–
- Dracula: Daniel Hůlka, Marián Vojtko, Lukáš Kumpricht, Ivo Hrbáč (understudy)
- Lorraine: Eva Burešová, Leona Machálková, Kamila Nývltová (+ dvě veřejné generálky odehrála Magda Malá)
- Adriana/Sandra: Eva Burešová, Kamila Nývltová, Veronika Vyoralová, Šárka Vaňková (understudy), Daniela Šinkorová (odehrála neveřejnou generálku)
- Šašek/sluha/profesor: Tomáš Trapl, Ivo Hrbáč (understudy)
- Steven: Peter Strenáčik, Josef Vágner, Tomáš Löbl
- Kněz: Ivo Hrbáč, Bedřich Lévi, Jaromír Holub
- Nick: Richard Genzer, Martin Pošta, Juraj Bernáth (několik představení)
- Nymfa ohnivá: Hana Křížková, Jana Zenáhlíková, Barbora Leierová
- Nymfa hodinová: Renata Drössler, Jana Zenáhlíková, Barbora Leierová
- Nymfa větrná: Sylva Schneiderová, Jana Zenáhlíková, Barbora Leierová, Jana Burášová
- Krvinky: Tomáš Böhm, Jurij Kolva, Kateřina Matyášová, Johana Hájková, Marek Lhotský, Vojtěch Vlasák

### Obsazení Divadlo Josefa Kajetána Tyla Plzeň 2024-
- Dracula: Jozef Hruškoci, Jaroslav Panuška (understudy)
- Lorraine: Natálie Dvořáková, Charlotte Režná
- Adriana/Sandra: Lucie Pragerová, Alexandra Vostrejžová (understudy)
- Šašek/sluha/profesor: Martin Holec
- Steven: Pavel Klimenda, Petr Špinar
- Kněz: Lukáš Ondruš
- Nick: Dušan Kraus
- Nymfy: Soňa Hanzlíčková / Andrea Holá, Eva Staškovicová, Kateřina Herčíková
- Krvinky: Helena Nováčková, Karel Jindra, Michal Kováč, Jakub Sedláček, Barbora Böhm, Kristýna Stránská, Zuzana Havrlantová (swing)

## Příběh

### První jednání – polovina 15. století
1. Předehra (Rex Tremendae) – krutý kníže Dracula drancuje okolní země
2. Smilování – uprchlíci hledají útočiště v klášteře
3. Vstaň, bratře můj – Kněz uklidňuje věřící, vedené potulným mnichem, že Dracula si na klášter nedovolí zaútočit
4. Černí rytíři – Dracula vtrhá do kláštera a prohlašuje jej za svůj majetek. Kněz proti němu vystoupí, ale nezabrání vraždění a rabování. Nakonec Draculu prokleje k věčnému životu a neuhasitelné žízni po krvi. Dracula následně zabíjí i jeho
5. Šašek a Adriana – mezitím doma těhotná kněžna hledá rozptýlení v laškování s Šaškem
6. Vím, že jsi se mnou – Adriana se vyznává ze své lásky k Draculovi a ten ji v jejích představách ujišťuje o stejně horoucím citu
7. Džber a kord – kníže se vrací domů, kde jej Šašek, v předtuše Adrianiny brzké smrti, zdržuje co nejdéle na prahu. Dracula jej mezitím zasvěcuje do své filozofie „očisty světa“
8. Tam do věčných bran – Dracula zastihne Adrianu na prahu smrti. V amoku nad smrtí jediné milované osoby útočí na všechny kolem sebe, a když jej Šašek nepřímo obviní z Adrianiny smrti, odsuzuje jej na pranýř
9. Smrt – Šašek na pranýři filozofuje o smyslu života a smrti
10. Nespravedlivý Bůh – Dracula viní Boha z Adrianiny smrti
11. Draculovo poznání nesmrtelnosti – Kníže se chystá spáchat sebevraždu, neboť bez Adriany jeho život nemá smysl. Jeho jizvy se však zacelují a Dracula poznává první část svého prokletí – nesmrtelnost. Nyní mu to ale přijde jako hodno oslavy a tak pořádá bujarý kvas a posílá pro Šaška zpět do služby
12. Milování – v nezřízené pitce Drákula ulehá s jakousi vesničankou. Když se ráno probouzí, naleznou jej na krvavém loži vedle oběti, z níž vysál veškerou krev. Draculovo prokletí se naplňuje.

### Druhé jednání – 19. století
1. Čas plyne – první polovina 19. století, Transylvánie
2. Nymfy – tři Draculovy konkubíny, groteskní nymfy, jej ujišťují, že vždy patřily a vždy patřit budou pouze jemu
3. Žít – Dracula se probouzí k další noci přežívání a přemýšlí, jaký má ještě smysl žít
4. Tajemný hrad – na Draculův hrad přijíždí osiřelá anglická šlechtična Lorraine, která je okouzlena Draculovým šarmem (počínaje produkcí z roku 1997 je scéna výrazně zkrácena, ale ve verzi z roku 2015 je částečně obnovena)
5. Žárlivost – žárlivé nymfy přemlouvají Draculu, aby z Lorraine učinil jednu z nich, což však Dracula odmítá, neboť věří, že Lorraine stojí mezi ním a jeho kletbou
6. Schůzka v zahradě – Lorraine se schází se Sluhou, který jí přináší dar od Draculy – pravý perlový náhrdelník. Zamilovaná Lorraine je tím unesena. (počínaje produkcí z roku 1997 je scéna výrazně zkrácena, ale ve verzi z roku 2015 je částečně obnovena)
7. Upíří valčík – Drákula pořádá ples pro nymfy a sobě podobné upíry, na němž představuje Lorraine. Poté, co Dracula a nic netušící Lorraine odcházejí, ples se zvrtne v orgie, jimž přihlíží šokovaný Steven, Lorrainin bratr, který svou sestru přišel vysvobodit ze spár Draculy. Příšery se na něj vrhnou a nebýt Sluhy, byly by jej rozsápaly
8. Sluha a čas – Sluha ukládá Stevena do kobky, kde přemýšlí nad vztahem pánů a sluhů
9. Stevenův monolog – Steven je ve své kobce rozhořčen nad tím, že on a jeho sestra se stali Draculovými vězni. Uvědomuje si, že Dracula stojí za vraždami mladých dívek v okolí
10. Jsi můj pán – zamilovaná Lorraine se vyznává z lásky k Draculovi
11. Dokonáno – Dracula, Lorraine a Steven se střetávají a Steven se pokouší Draculu zabít. Když zjišťuje, že Dracula je nesmrtelný, obrací zbraň proti sobě. Vyděšená a zároveň ohromená Lorraine prosí Draculu, aby z ní učinil svou nymfu. Ač nerad, Dracula vyhoví
12. Hon na zlo – Taneční finální číslo první půlky. Transformace Lorraine v nymfu.

### Třetí jednání – budoucnost (od roku 2015 Současnost)
1. Časový předěl – neurčitá budoucnost (v nastudování v divadle Hybernia z roku 2009 uveden rok 2088, ve verzi z roku 2015 přesunuto do současného Londýna)
2. Stockers – gang Stockers se schází na předměstích Londýna. Stockeři podle vlastních slov bojují s konvencí. Předními členy gangu jsou i Nick a Sandra. Nick vymýšlí novou akci – vyrabování Draculova kasina. Sandra, ač zprvu proti, souhlasí, a Nick se vypravuje prozkoumat kasino (v inscenaci HDK z roku 2015 přesunuto na místo Pygmalionu a zkráceno)
3. Dehibernace – Dracula se za asistence Profesora ve své osobní laboratoři opět probouzí k životu (ve verzi z roku 2015 přesunuto na místo Stockers)
4. Prázdné casino – mezitím si v casinu, které jim patří, alkoholička Lorraine uvědomuje citovou propast mezi sebou a Draculou. Vyzývá profesora, aby jí umožnil nahlédnout do Draculovy laboratoře
5. Odhalení – Nick proniká do Draculovy laboratoře, kde nachází portrét Adriany, která vypadá úplně stejně jako Sandra, v truhle nalezne Adrianiny šaty. Je však vyrušen Profesorem a Lorraine a tak prchá i s ošacením. Lorraine, která si rovněž všimne portrétu, si uvědomuje, že Dracula možná celou dobu miloval někoho jiného. (ve verzi z roku 2015 upraveno)
6. Škodolibé nymfy – nymfy a personál casina si s potěšením všímají rostoucí krize mezi kněžnou a knížetem
7. Pygmalion – Nick ukradl pro Sandru úplně ty stejné šaty, jaké měla na portrétu Adriana a přemlouvá ji, aby si je vzala na sebe do casina (ve verzi z roku 2015 nahrazeno písní Stockers)
8. Casino show – Nick a Sandra jdou do casina. Dracula si všimne Sandry a začne se jí dvořit v domnění, že se jedná o Adrianu. Lorraine mu ztropí žárlivou scénu, ale Dracula ji odbude a zoufalá Lorraine se opět uchýlí k alkoholu.
9. Lorraine v podzemí – Lorraine již chápe, že její oběť byla marná a Dracula navždy miluje Adrianu–Sandru. Lituje, že s Draculou spřáhla svůj život, ale nic už s tím nemůže udělat
10. Okouzlená Sandra – Sandra, dojata Draculovými lichotkami, se rozhodne nebýt nadále nástrojem léčky a vypraví se za Draculou
11. Draculův monolog – Dracula se o samotě vyznává z lásky k Adrianě (přidáno do nových uvedení od roku 1997)
12. Vyznání – Sandra přichází a Dracula jí nabízí věčný život po jeho boku. Sandra se pokouší říci mu pravdu, ale přeruší je Nick (od roku 1997 zkráceno a spojeno s předchozí písní)
13. Pronásledování – Nick chytne Sandru a prchá pryč, pronásledován Draculou
14. Devastace casina – do casina vniknou Stockeři a začínají ničit, zatímco Nick se snaží zabít Draculu, ale s hrůzou zjišťuje, že Dracula je nesmrtelný. Mezitím přichází Profesor, ale jeden ze Stockerů jej omylem přejede. Profesor umírá v Draculově náručí. Jeho impérium je v troskách
15. Snový soud – Draculovi se zjevují všechny jeho oběti a znovu mu připomínají jeho kruté činy. Dracula je zlomen, uznává svou vinu, a je mu odpuštěno. Dracula se usmíří s Lorraine a společně poprosí Sandru, aby do jejich kobky vpustila slunce.

## Dracula 30 let Tour
26. března 2024 bylo ohlášeno halové turné po České a Slovenské republice s názvem Dracula 30 let k oslavě 30 let od premiéry muzikálu. O den později byl spuštěn prodej vstupenek. Původně bylo oznámeno 7 představení, později však byly přidány další 3 představení. Po 14 letech se do role Lorraine vrátila Monika Absolonová. Dne 5. května 2025 bylo oznámeno turné na rok 2026 a zároveň byl spuštěn prodej vstupenek.
Obsazení
- Dracula: Daniel Hůlka
- Lorraine: Monika Absolonová, Kamila Nývltová
- Adriana / Sandra: Eva Burešová, Kamila Nývltová, Veronika Vyoralová
- Šašek / sluha / profesor: Tomáš Trapl
- Steven: Josef Vágner, Tomáš Löbl
- Nick: Richard Genzer, Martin Pošta, Juraj Bernáth
- Kněz: Bedřich Lévi, Jaromír Miškovič
- Nymfy: Hanka Křížková, Renata Drössler, Sylva Schneiderová

| Datum          | Město            | Země            | Místo                        |
| -------------- | ---------------- | --------------- | ---------------------------- |
| 13. ledna 2025 | Brno             | Česká republika | Winning Group Arena          |
| 14. ledna 2025 | Brno             | Česká republika | Winning Group Arena          |
| 16. ledna 2025 | Bratislava       | Slovensko       | Zimní štadión Ondreja Nepelu |
| 17. ledna 2025 | Bratislava       | Slovensko       | Zimní štadión Ondreja Nepelu |
| 20. ledna 2025 | Košice           | Slovensko       | Steel Arena                  |
| 24. ledna 2025 | Ostrava          | Česká republika | Ostravar Arena               |
| 25. ledna 2025 | Ostrava          | Česká republika | Ostravar Arena               |
| 28. ledna 2025 | Pardubice        | Česká republika | Enteria Arena                |
| 31. ledna 2025 | České Budějovice | Česká republika | Budvar Arena                 |
| 3. února 2025  | Liberec          | Česká republika | Home Credit Arena            |
| 20. ledna 2026 | Brno             | Česká republika | Winning Group Arena          |
| 23. ledna 2026 | Bratislava       | Slovensko       | Zimní štadión Ondreja Nepelu |
| 26. ledna 2026 | Košice           | Slovensko       | Steel Arena                  |
| 28. ledna 2026 | Ostrava          | Česká republika | Ostravar Arena               |
| 1. února 2026  | Pardubice        | Česká republika | Enteria Arena                |
| 4. února 2026  | České Budějovice | Česká republika | Budvar Arena                 |
| 9. února 2026  | Karlovy Vary     | Česká republika | KV Arena                     |
| 12. února 2026 | Praha            | Česká republika | O2 Arena                     |

## Ohlasy z tisku (obnovená verze 2009)
- Recenze na Musical.cz
- Recenze na iDnes.cz
- Kritika Lidových novin